# Leptaulax bicolor
Leptaulax bicolor es una especie de coleóptero de la familia Passalidae.

## Distribución geográfica
Habita en Java, Sumatra, Borneo y Malasia.